# Empurany

Empurany este o comună în departamentul Ardèche din sud-estul Franței. În 1 ianuarie 2022 avea o populație de 573 de locuitori.